# 大觉山
27°41′43″N 117°11′49″E / 27.69528°N 117.19694°E
大觉山位于中国江西省抚州市资溪县境内，武夷山脉西麓，主峰海拔1396米。
山上建有大觉寺。旅游业以漂流为主要特色。2017年，大觉山景区被评为国家5A级旅游景区。